# Frontera entre Argentina y Bolivia

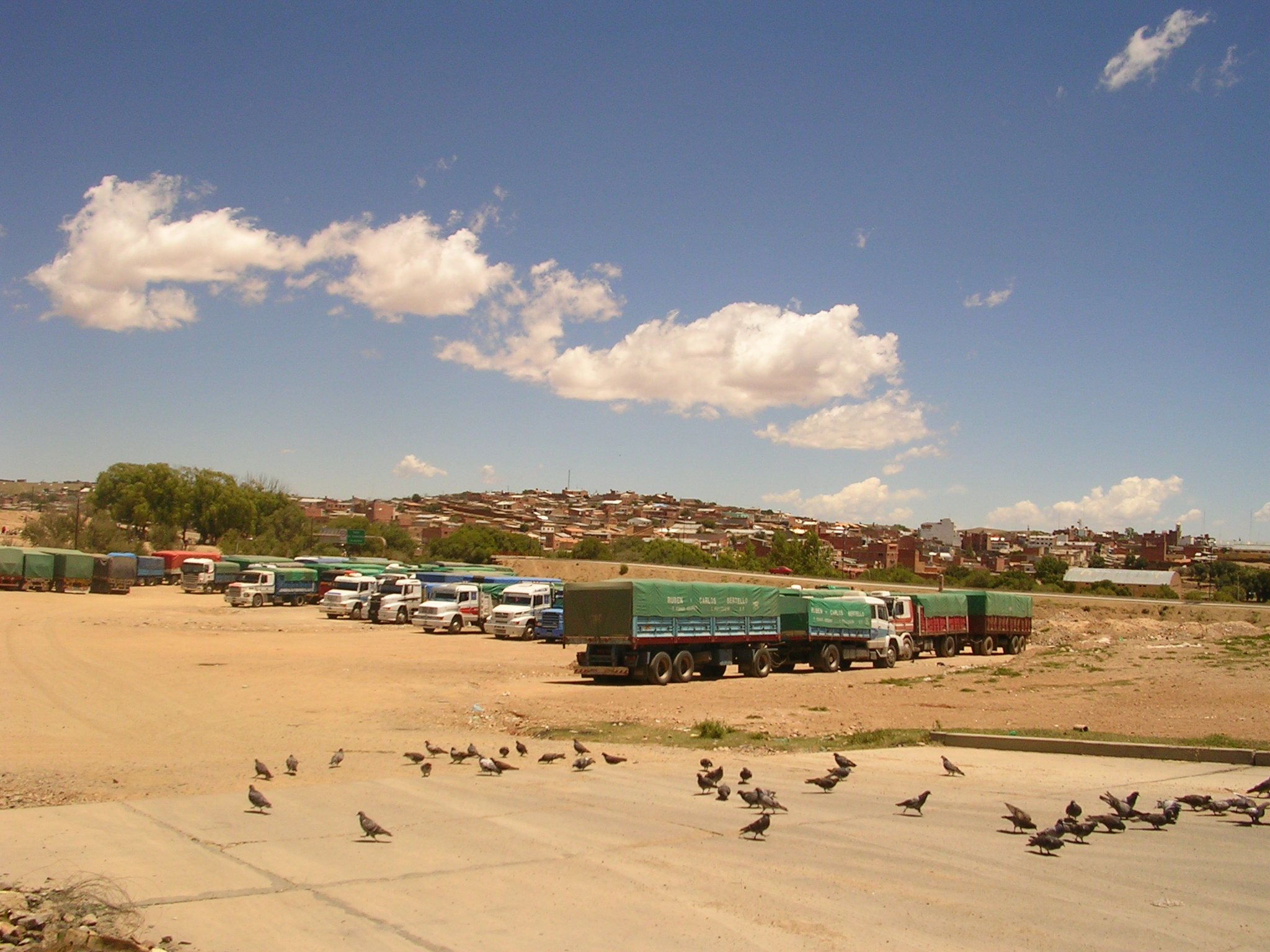
Puesto fronterizo de La Quiaca, en la provincia de Jujuy. Del lado boliviano se encuentra la localidad de Villazón, en el departamento de Potosí.

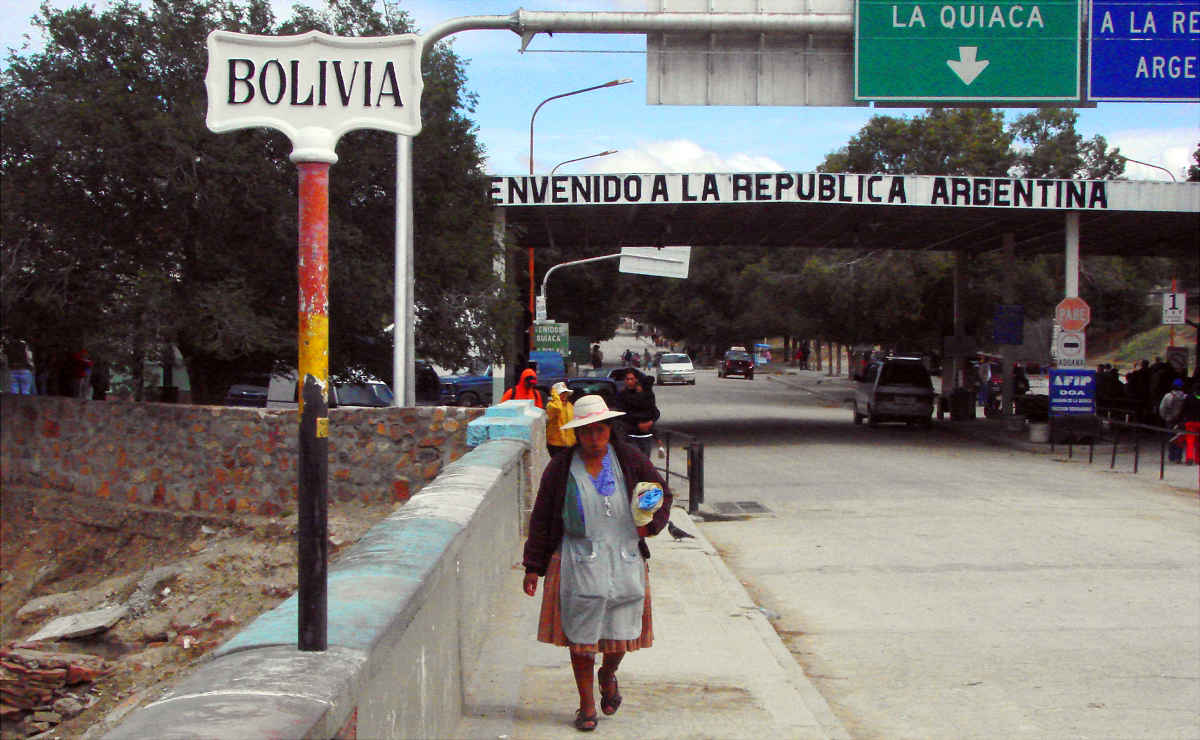
Puesto fronterizo visto desde el lado boliviano.

La frontera entre Argentina y Bolivia está ubicada en América del Sur.
Las provincias de Jujuy y Salta en Argentina y los departamentos de  Tarija y Potosí en Bolivia son los que comparten Frontera Internacional.
La Argentina le cedió a Bolivia la zona de Tarija y de SAN Antonio De Cambas, en Yacuiba , a cambio de su soberanía en los Andes.
El trazado fronterizo entre ambos países fue realizado en 1825, y tiene una longitud total de 742km.

## Puestos fronterizos
De oeste a este, hay tres puestos fronterizos principales:
- La Quiaca (ARG) - Villazón (BOL)
- Aguas Blancas (ARG) - Bermejo (BOL)
- Profesor Salvador Mazza (ARG) - Yacuiba (BOL)